# Ernst Ludwig von Goetze
Ernst Ludwig von Goetze (* 1697 in Berlin; † 19. Dezember 1745 in Pennrich bei Dresden) war ein preußischer Generalmajor.

## Leben

### Herkunft
Ernst Ludwig war der Sohn des Berliner Pferdehändlers Anton Goetze und dessen Ehefrau Dorothea Katharina, geborene Gercken. Sein Bruder Samuel schlug ebenfalls eine Militärkarriere ein und brachte es zum Major und Kommandeur des Füsilierregiments „Prinz Heinrich“ Nr. 35. Er fiel am 20. Mai 1757 bei Hirschfeld.

### Militärkarriere
Goetze trat 1711 in das Infanterieregiment „Anhalt-Dessau“ Nr. 3 der Preußischen Armee ein. Mit dem Regiment nahm er unter dem Alten Dessauer 1711/12 am Feldzug in Brabant teil. Während des Pommernfeldzuges 1715/16 war Goetze bei der Belagerung von Stralsund und wurde zwischenzeitlich am 12. September 1715 Fähnrich. Im Jahr darauf folgte am 5. Juli 1716 seine Beförderung zum Sekondeleutnant. Goetze kam dann als Premierleutnant am 1. März 1719 zum neugebildeten Infanterieregiment „Prinz Leopold“ Nr. 27 und stieg hier bereits am 17. Oktober 1719 zum Stabskapitän auf. Durch König Friedrich Wilhelm I. wurde Goetze am 30. Juni 1722 in den Adelsstand erhoben. Innerhalb des Regiments stieg Goetze in den folgenden Jahren weiter auf. Am 24. Oktober 1724 wurde er Kapitän und Kompaniechef sowie am 20. Dezember 1734 Major. Er kämpfte während des Feldzuges 1734/35 am Rhein.
Als es 1740 zum Krieg gegen Österreich kam, erhielt Goetze das Kommando über ein Grenadierbataillon. Für seine Leistungen während der Einnahme von Glogau wurde er mit dem Orden Pour le Mérite ausgezeichnet und erhielt zusätzlich im März als Dank eine Präbende des Stifts St.-Patrokli in Soest. In der Schlacht bei Mollwitz wurde Goetze verwundet und am 14. April 1741 zum Oberstleutnant befördert. Der König schickte ihn dann im Dezember 1741 zum Markgrafen nach Bayreuth auf Werbung.
Am 30. Januar 1742 wurde Goetze Kommandeur des Infanterieregiments „Prinz Leopold“ von Anhalt Nr. 27, mit dem er in der Schlacht bei Chotusitz kämpfte. Nach der siegreichen Schlacht erfolgte am 19. Mai 1742 seine Beförderung zum Oberst. Nach der Übernahme des bislang in württembergischen Diensten stehenden Regiments wurde Goetze am 22. Juli 1743 Kommandeur en chef. In Brandenburg an der Havel formierte er das Regiment neu und erweiterte es durch Werbung auf eine Stärke von zunächst 640 Mann in zwölf Kompanien. Nach der Ausbildung und Übernahme von 800 Gewehren aus der Gewehrfabrik Potsdam marschierte das Regiment erst nach Berlin und nahm anschließend am Feldzug 1744/45 teil. Während der Schlacht bei Kesselsdorf wurde Goetze, der zwischenzeitlich am 1. November 1745 zum Generalmajor befördert worden war, schwer verwundet. An den Folgen verstarb er vier Tage später in „Bennerich“ (Pennrich).
Seine Witwe erhielt durch den König ab 6. Januar 1746 in Anerkennung seiner Verdienste eine lebenslange Pension von 200 Talern.

### Familie
Goetze verheiratete sich 1737 mit Maria Dorothea Schlüter (* 6. Mai 1716; † 1755). Sie war die Tochter eines Holzhändlers und Besitzer des Gutes Kurland bei Rathenow. Aus der Ehe gingen folgende Kinder hervor:
- Sophie Luise Wilhelmine Auguste (* Stendal) ⚭ Karl Wilhelm Friedrich von Schmettau (Sohn von Johann Ernst von Schmettau)
- Karl Ludwig Bogislav (* 11. Januar 1743 in Berlin; † 15. Februar 1806 ebenda), preußischer Generalleutnant